# Simone del Pollaiolo
Pour les articles homonymes, voir Pollaiuolo.
Simone del Pollaiolo (Florence, 1457 - Florence, 1508) est un architecte, sculpteur et dessinateur italien de la Renaissance appartenant à l'école florentine. Il est connu sous le sobriquet de Il Cronaca (« La Chronique ») pour sa faculté, à son retour d'un voyage à Rome en 1470, à raconter très précisément ce qu'il y avait vu, comme l'écrit Vasari dans Le Vite :
« si partì da Roma et arrivato alla patria, per essere divenuto assai buon ragionatore contava le maraviglie di Roma e d'altri luoghi con tanta accuratezza, che fu nominato da indi in poi il Cronaca »
« il quitta Rome et étant arrivé dans son pays natal, devenu un très bon raisonneur, il compta les merveilles de Rome et d'autres lieux avec une telle exactitude qu'il fut par la suite nommé Il Cronaca. »

## Biographie
Simone del Pollaiolo réalisa divers édifices à Florence, comme la cour et la partie supérieure du Palazzo Strozzi (avec Giuliano da Sangallo, bâtiment commencé par Benedetto da Maiano (1488 à 1590)), la sacristie de Santo Spirito, à plan octogonal, l'église de San Salvatore al Monte, la salle des Cinq-Cents au Palazzo Vecchio.
Il lui avait été demandé un projet pour doter la basilique Santa Croce d'une façade, mais elle ne fut pas réalisée immédiatement à cause du désaccord entre les moines et les commanditaires, la famille Quaratesi.
Il est enterré dans l'église de Sant'Ambrogio.
Son plus important disciple fut Baccio d'Agnolo.
On ne trouve pas trace d'une parenté avec ses contemporains, les frères Benci, eux surnommés Pollaiolo, en raison du métier de leur père.